# Neoniphon opercularis
Neoniphon opercularis là một loài cá biển thuộc chi Neoniphon trong họ Cá sơn đá. Loài này được mô tả lần đầu tiên vào năm 1831.

## Từ nguyên
Tính từ định danh opercularis trong tiếng Latinh có nghĩa là "ở nắp mang", hàm ý có lẽ đề cập đến các ngạnh xuất hiện ở nắp mang và xương trước nắp mang của loài cá này.

## Phạm vi phân bố và môi trường sống
N. opercularis có phân bố rộng khắp khu vực Ấn Độ Dương - Thái Bình Dương. Từ bờ biển Đông Phi, N. opercularis được phân bố trải dài về phía đông đến tận quần đảo Tuamotu, ngược lên phía bắc đến quần đảo Ryukyu (Nhật Bản), xa về phía nam đến rạn san hô Great Barrier (Úc) và Nouvelle-Calédonie. N. opercularis cũng được ghi nhận tại Việt Nam, bao gồm cả quần đảo Hoàng Sa và quần đảo Trường Sa.
N. opercularis sống tập trung ở đới mặt bằng rạn hoặc trong vùng đầm phá ở độ sâu 3–25 m.

## Mô tả
Chiều dài cơ thể lớn nhất được ghi nhận ở N. opercularis là 35 cm, là loài lớn nhất trong chi Neoniphon. Thân ánh bạc với các đốm đỏ sẫm và đen trên vảy cá. Phần gai vây lưng có màu đen, trừ chóp và gốc màng gai có đốm trắng. Khi vây lưng căng rộng trông như bộ hàm sắc nhọn của cá mập, chính vì vậy mà có thể khiến kẻ săn mồi hoảng sợ. Vây hậu môn, vây đuôi và vây lưng mềm màu vàng trong. Vây đuôi có viền đỏ ở hai thùy. Vây ngực phớt hồng. Vây bụng trắng trong. Gai hậu môn trước, màu trắng. Có một ngạnh lớn ở góc nắp mang mang nọc độc.
Số gai ở vây lưng: 11; Số tia vây ở vây lưng: 12–14; Số gai ở vây hậu môn: 4; Số tia vây ở vây hậu môn: 8–9; Số tia vây ở vây ngực: 14; Số vảy đường bên: 36–41.

## Sinh thái học
Thức ăn của N. opercularis chủ yếu là các loài động vật giáp xác, thường là tôm và cua. Chúng sống đơn độc hoặc hợp thành từng nhóm nhỏ.

## Thương mại
N. opercularis là một loài được nhắm mục tiêu thương mại trong ngành ngư nghiệp ở Réunion, và cũng được sử dụng làm cá mồi trong đánh bắt cá ngừ.